# Heinrich Finder
Heinrich Finder (* 4. Juli 1886; † 4. Juli 1958) war ein österreichischer Politiker (ÖVP). Finder war von 1945 bis 1949 Abgeordneter zum Landtag von Niederösterreich.

## Leben
Finder besuchte die Volks- und Bürgerschule, bevor er eine Lehre als Schlosser absolvierte. Er trat 1909 die den Dienst der Firma Semperit und engagierte sich in der christlichen Gewerkschaft. Zwischen 1914 und 1918 leistete Finder seinen Militärdienst im Ersten Weltkrieg ab.

## Politik
Finder war von 1934 bis 1938 Betriebsratsobmann von Semperit und wurde nach der Machtübernahme der Nationalsozialisten 1938 verhaftet. 1945 hatte er das Amt des Vizebürgermeisters von Neunkirchen inne, danach war er von 1950 bis 1955 Stadtrat. Er vertrat die ÖVP vom 12. Dezember 1945 bis zum 5. November 1949 im Niederösterreichischen Landtag.